# Szymon Pullman
Szymon Pullman (ur. 15 lutego 1890 w Warszawie, zm. w sierpniu 1942 w Treblince) – polski skrzypek, dyrygent, kameralista i pedagog muzyczny pochodzenia żydowskiego, w latach 1920–1937 czynny w Wiedniu.

## Życiorys
Urodzony w Warszawie, kształcił się początkowo u Henryka Hellera, kontynuował studia w konserwatorium petersburskim w latach 1905–1909 u Leopolda Auera. Już w roku 1905 rozpoczął działalność koncertową w Polsce, Rosji i Francji.
Od roku 1910 nauczał gry na skrzypcach w Warszawie, od roku 1913 studiował w Konserwatorium Paryskim u Martina-Pierre Marsicka. W Warszawie założył własną orkiestrę kameralną i kwartet smyczkowy swego imienia.
W roku 1921 zamieszkał w Wiedniu. W Nowym Konserwatorium Wiedeńskim nauczał gry na skrzypcach i altówce oraz gry w zespołach kameralnych.
W roku 1931 założył znów własną orkiestrę kameralną, mającą w repertuarze oprócz klasyki również prawykonania muzyki współczesnej. Orkiestra towarzyszyła Bronisławowi Hubermanowi 1935 w dwóch koncertach z udziałem skrzypaczki Eriki Morini i w pożegnalnym wiedeńskim koncercie Hubermana w roku 1937.
Po przyłączeniu Austrii do III Rzeszy Pullman udał się na emigrację do Paryża. W lecie 1939 udał się wraz z żoną w odwiedziny do Warszawy, gdzie zastała go okupacja niemiecka. W warszawskim getcie występował na koncertach z Żydowską Orkiestrą Symfoniczną. W kwietniu 1942 musiał zaprzestać działalności koncertowej. Zginął wraz z żoną kilka miesięcy później w obozie zagłady w Treblince.
Po roku 1945 jego uczniowie stworzyli w Australii orkiestrę poświęconą jego pamięci.